# Chillarón del Rey
Chillarón del Rey ist ein Ort und eine Gemeinde (municipio) mit 84 Einwohnern (Stand: 2024) im südlichen Zentrum der Provinz Guadalajara in der Autonomen Gemeinschaft Kastilien-La Mancha. 

## Lage und Klima
Chillarón del Rey liegt in einer Höhe von ca. 805 m in der Kulturlandschaft der Alcarria. Die Entfernung zur westlich gelegenen Provinzhauptstadt Guadalajara beträgt etwa 38 Kilometer (Fahrtstrecke). Das Klima ist gemäßigt bis warm; Regen (568 mm/Jahr) fällt übers Jahr verteilt.

## Bevölkerungsentwicklung
| Jahr      | 1970 | 1981 | 1991 | 2001 | 2011 | 2021 |
| Einwohner | 194  | 161  | 141  | 113  | 114  | 85   |

## Sehenswürdigkeiten

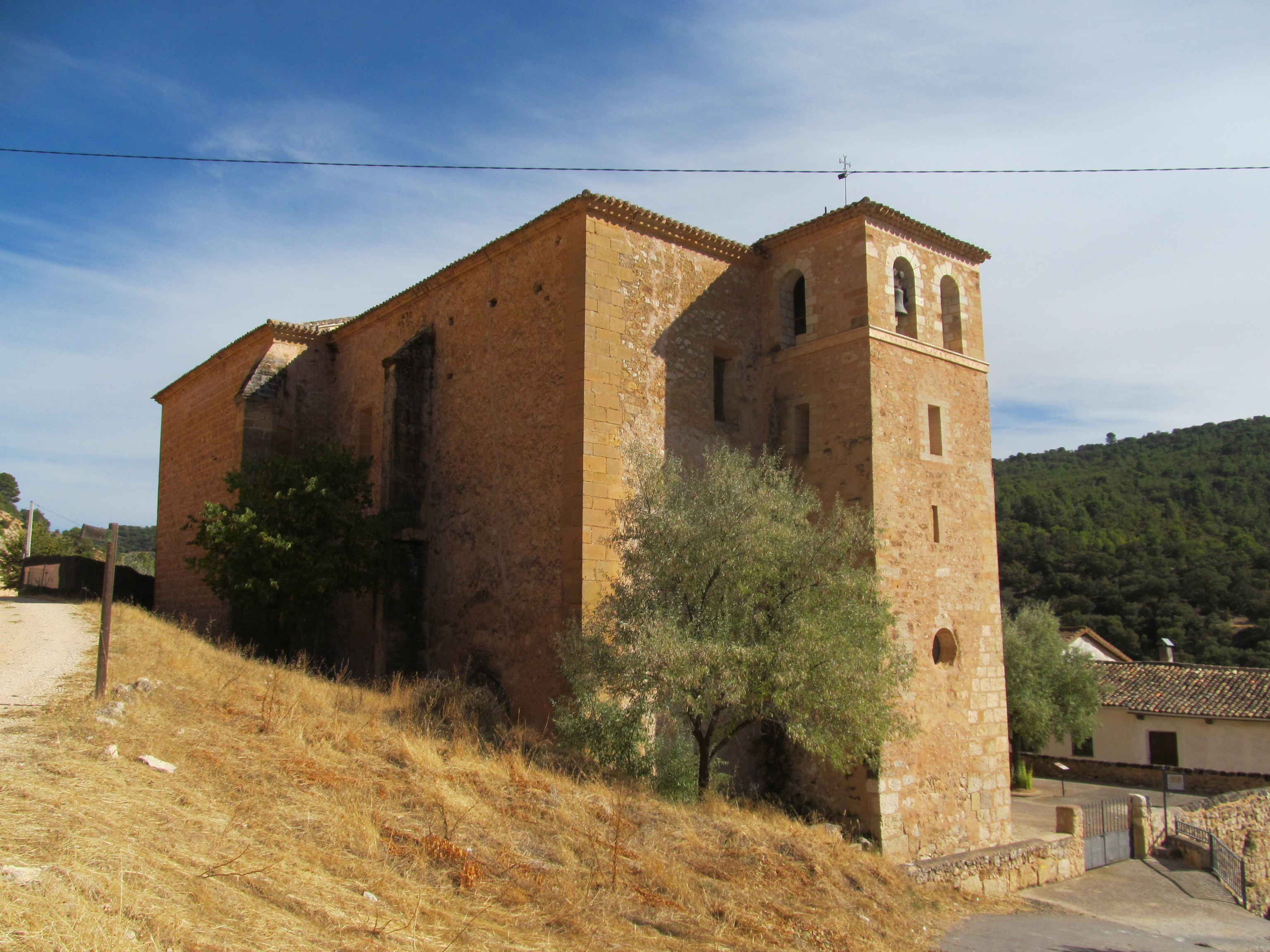
Marienkirche
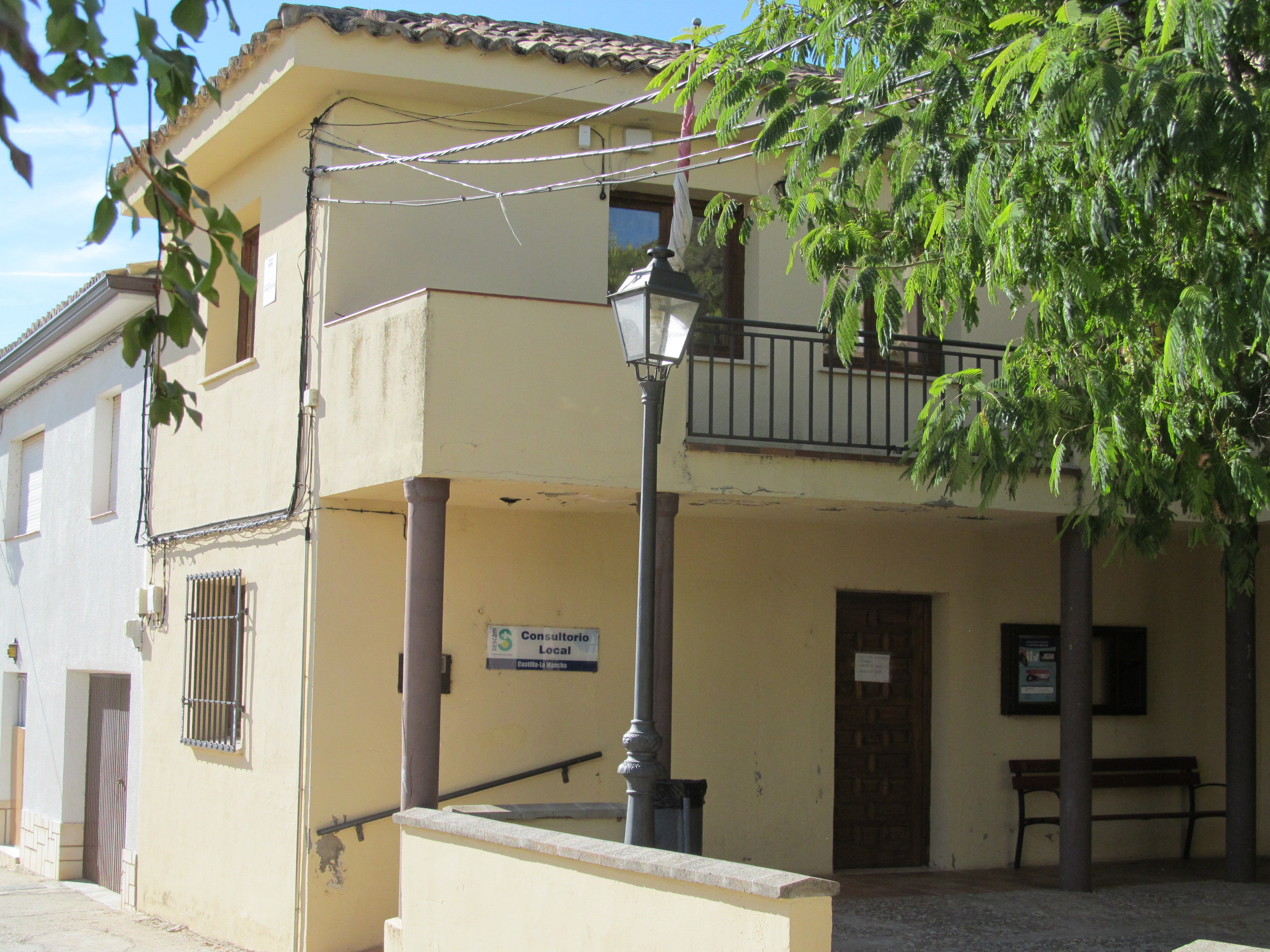
Rathaus

- Marienkirche
- Rathaus